# Christian Schad

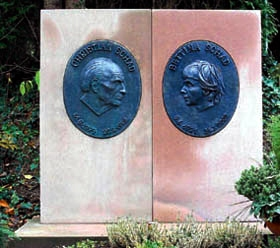
Grób małżeństwa Schad w Keilbergu

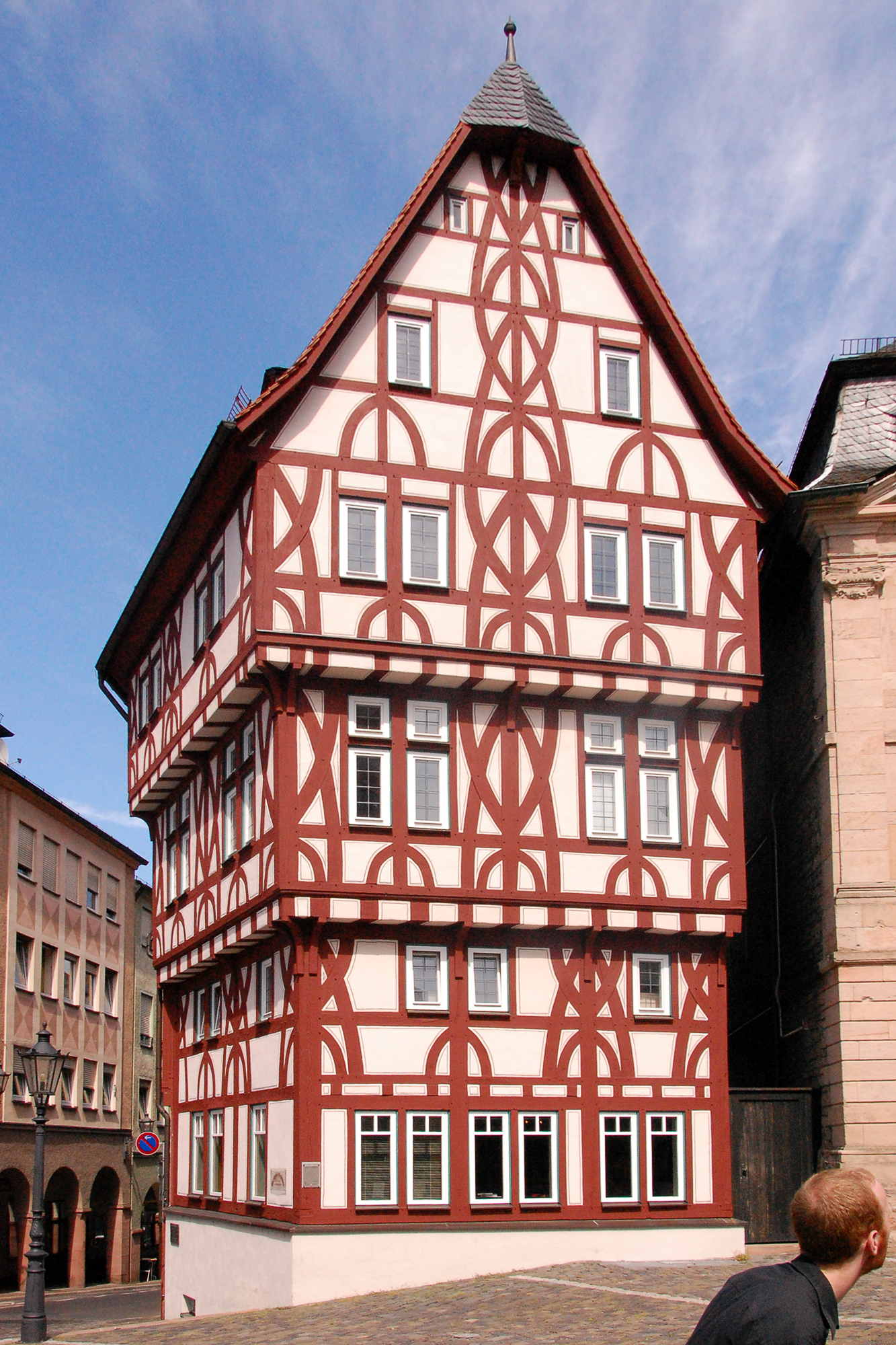
Siedziba fundacji Schada w Aschaffenburgu

Christian Schad (ur. 21 sierpnia 1894 w Miesbach, Górna Bawaria, zm. 25 lutego 1982 w Stuttgarcie) – niemiecki malarz należący do kierunku „Nowej Rzeczowości”. Jego dzieła zgromadzone są w zbiorach Fundacji Christiana Schada (Christian-Schad-Stiftung) w Aschaffenburgu.

## Biografia
Urodził się w rodzinie tajnego radcy Carla Schada. Wkrótce po jego urodzeniu rodzina przeniosła się do Monachium.
W wieku 18 lat rozpoczął studia na Akademii Sztuk Pięknych w Monachium u Heinricha von Zügela i Carla Johanna Becker-Gundahla, porzucił jednak studia przed ich ukończeniem. Rozpoczął tworzyć ekspresjonistyczne drzeworyty. W roku 1914 wyjechał do północnoholenderskiego Volendam na dalsze studia.
Po wybuchu I wojny światowej symulując wadę serca uniknął poboru do wojska i uciekł do neutralnej Szwajcarii. W Zurychu był świadkiem narodzin Dadaizmu. Nadal tworzył drzeworyty. Po przeniesieniu się do Genewy zajął się malarstwem w tamtejszym zakładzie psychiatrycznym.
Po krótkim pobycie w Monachium zamieszkał 1920 w Rzymie, potem w Neapolu. 1923 ożenił się z Rzymianką Marcellą Arcangeli. Za zgodą Watykanu namalował 1924 portret papieża Piusa XI. Ten obraz stał się świadectwem odejścia malarza od ekspresjonizmu i przejścia do Nowej Rzeczowości. 1925 zamieszkał w Wiedniu. Uczestniczył w berlińskiej wystawie „Nowej Rzeczowości” (Die Neue Sachlichkeit) w Berlinie.
Prowadził życie dandysa, portretował środowiska berlińskich elit, m.in. dziennikarza Egona Erwina Kischa. Jego malarstwo podkreślało drobiazgowo charakterystyczne cechy modeli. Portretował kobiety w berlińskich lokalach znane jako „Lotte” i „Sonja”. Znany jest jego „Autoportret z modelką”.
Po objęciu władzy przez Hitlera jego malarstwo nie zostało zaliczone do „sztuki zdegenerowanej”, mógł nawet uczestniczyć 1934 w oficjalnej wystawie malarstwa. Jego malarstwo upodobniło się jednak do sztuki oficjalnej, pozbyło się dotychczasowej wnikliwości. Z ostrożności wycofał się z życia artystycznego, schronił w wewnętrznym azylu, w roku 1935 objął kierownictwo browaru. W roku 1942 jego berlińska pracownia uległa zniszczeniu wskutek bombardowania. Zamieszkał w Aschaffenburgu, gdzie zajął się sporządzeniem kopii obrazu Madonny – dzieła Matthiasa Grünewalda. Praca ta trwała do roku 1947.
Po wojnie pozostał we Aschaffenburgu, powrócił do dawnego stylu malarstwa, wydawał teki graficzne. W roku 1962 zamieszkał w Keilbergu koło Aschaffenburga. Po śmierci Schada jego wdowa Bettina ofiarowała miastu Aschaffenburg jego spuściznę, dzięki czemu 1999 powstało muzeum jego imienia.

## Schadografia
Schadografia (niem. Schadographie) to określenie stosowane wobec fotogramów Christiana Schada, który około 1919 roku stworzył w Genewie pierwszą serię (30 sztuk) swoich „zdjęć” na światłoczułym papierze bez użycia aparatu. Przy tworzeniu swoich kolaży artysta używał znalezionych przez siebie obiektów tzw. „odpadów cywilizacyjnych i śmietnika przyrody” – szklanki, gwoździe, okulary, uformowanych drutów (np. w postać „wiedźmy”), szablonów (twarze, kontury miast – Wenecji, skrzypiec i smoka), kwiaty oraz ptasie pióra. Artysta nadawał nowe znaczenie przedmiotom poprzez ich umiejętne komponowanie. Swoją działalność określał jako „poezję negatywów” lub „drugą rzeczywistością” poprzez którą nawiązywał do głównych założeń dadaizmu. Zaliczane są one do pierwszych prób twórczości artystycznej tego typu. Część z pierwszych fotogramów Schada w 1920 roku opublikowano w czasopiśmie „Dada”.
Druga seria jego fotogramów powstała w latach 1962–1977 i składa się blisko z 200 prac.
W 1995 roku Muzea Miasta Aschaffenburg zorganizowały wystawę tematyczną poświęconą fotogramowej twórczości Christiana Schada.